# Hemiphragma (mszywioły)
Hemiphragma − część układu szkieletowego mszywiołów z gromady szczupnic.
Hemifragmy to muszelkowate wyrostki szkieletu, wychodzące z przeciwnych stron zooecium i wchodzące w głąb ciała zooida.
Podobnie jak hemisepta, ring septa, mural spines oraz skeletal cystiphragms wchodzą one w skład bocznych wyrostków szkieletowych.